# Final del Campeonato Ecuatoriano de Fútbol 2015
La Final 2015 o Tercera Etapa del Campeonato Ecuatoriano de Fútbol 2015 definió al campeón y subcampeón del torneo. El ganador de la Primera etapa se enfrentó al ganador de la Segunda etapa del campeonato en partidos de ida y vuelta. Los partidos se los disputaron el 16 de diciembre la ida y el 20 de diciembre la vuelta y participaron Liga de Quito como ganador de la Primera etapa y el C.S. Emelec como ganador de la Segunda etapa.
La final la disputaron los dos equipos más regulares de toda la temporada, durante las dos etapas, albos y eléctricos siempre estuvieron peleando los primeros lugares, los dos equipos llegaron con claras posibilidades de ganar ambas etapas hasta la última fecha de cada una ganándola el equipo que llegaba con la ventaja de depender de sí mismo. La regularidad de estos equipos también se demostró en la tabla acumulada, los azucenas terminaron por encima del bombillo por un punto de diferencia, lo que le permitió a Liga Deportiva Universitaria terminar de local en el partido de vuelta.
Emelec logró coronarse por décima tercera vez en su historia tras ganar la ida en Portoviejo por 3 - 1 y empatar el partido de vuelta en Casa Blanca con un marcador de 0 - 0.

## Antecedentes
Fue la tercera ocasión en la que Liga de Quito y Emelec se enfrentaron en una final de campeonato ecuatoriano. Las dos anteriores sucedieron en los campeonatos de 1998 y 2010, y en ambas ocasiones Liga de Quito fue el ganador.

## Clubes clasificados
| Liga de Quito |  |  |  | Ganador de la Primera etapa |
| C.S. Emelec   |  |  |  | Ganador de la Segunda etapa |

## Camino a la final

### Liga de Quito
La campaña de Liga durante la Primera etapa fue una de las mejores en su historia fue el equipo con la defensa menos batida vio su valla caer en 10 oportunidades, además solo perdió un partido contra Emelec el 7 de junio por el partido pendiente de la Fecha 18, el goleador fue Narciso Mina con 8 goles; en la Segunda etapa compartió con el equipo azul como el equipo más goleador con 42 goles, en ambas etapas obtuvo un total de 13 victorias en cada una, el goleador fue el uruguayo Jonathan Álvez con 10 goles; en el acumulado de la temporada fue el equipo que menos goles recibió y más partidos ganó. El goleador de la temporada es Narciso Mina con 14 goles.
| Etapa     | Posición | PTS | PJ | PG | PE | PP | GF | GC | DG  |
| --------- | -------- | --- | -- | -- | -- | -- | -- | -- | --- |
| Primera   | 1°       | 47  | 22 | 13 | 8  | 1  | 28 | 10 | +18 |
| Segunda   | 2°       | 42  | 22 | 13 | 3  | 6  | 42 | 26 | +16 |
| Acumulada | 1°       | 89  | 44 | 26 | 11 | 7  | 70 | 36 | +34 |

### Emelec
Los números de Emelec en la Primera etapa lo convirtieron en el equipo más goleador con 41 tantos, en la Segunda etapa volvió a ser el equipo con mayor efectividad en delantera junto con Liga marcando 42 goles y también fue el arco con menos goles recibidos 20 goles se encajaron en el arco eléctrico, en la tabla acumulada terminó segundo detrás de los albos confirmándose como el equipo más goleador del año con 83 goles. Durante la temporada solo perdió 6 partidos 3 en cada etapa, 3 de esas derrotas son frente a LDU. El goleador del equipo de todo el año en cada etapa es Miler Bolaños con 25 goles que también es el líder de la tabla de goleo del torneo, marcó 10 goles en la primera y 15 en la segunda.
| Etapa     | Posición | PTS | PJ | PG | PE | PP | GF | GC | DG  |
| --------- | -------- | --- | -- | -- | -- | -- | -- | -- | --- |
| Primera   | 2°       | 45  | 22 | 13 | 6  | 3  | 41 | 18 | +23 |
| Segunda   | 1°       | 43  | 22 | 12 | 7  | 3  | 42 | 20 | +22 |
| Acumulada | 2°       | 88  | 44 | 25 | 13 | 6  | 83 | 38 | +45 |

## Estadios
| Quito               | Portoviejo                |
| ------------------- | ------------------------- |
| Estadio Casa Blanca | Estadio Reales Tamarindos |
| Capacidad: 55 400   | Capacidad: 18 000         |
|                     |                           |

## Final
|                   | vs.        |
| Liga de Quito 1 0 | Emelec 3 0 |

| 16 de diciembre de 2015, 19:15 | C.S. Emelec              | 3:1 (1:0)                   | Liga de Quito | Estadio Reales Tamarindos, Portoviejo                       |                                                             |
|                                | Gaibor 7' · Mena 49' 66' | Ecuagol Reporte FEF Reporte | Cevallos 83'  | Asistencia: 14 023 espectadores Árbitro(s): Vinicio Espinel | Asistencia: 14 023 espectadores Árbitro(s): Vinicio Espinel |

| 20 de diciembre de 2015, 11:30 | Liga de Quito | 0:0                         | C.S. Emelec | Estadio Casa Blanca, Quito                                 |                                                            |
|                                |               | Ecuagol Reporte FEF Reporte |             | Asistencia: 26 045 espectadores Árbitro(s): Daniel Salazar | Asistencia: 26 045 espectadores Árbitro(s): Daniel Salazar |

- C.S. Emelec ganó 3 - 1 en el marcador global.

### Ida
| 12         | Guardameta     | Esteban Dreer    |     |
| 16         | Defensa        | Óscar Bagüí      |     |
| 45         | Defensa        | Gabriel Achilier |     |
| 4          | Defensa        | Fernando Pinillo |     |
| 3          | Defensa        | John Narváez     |     |
| 15         | Centrocampista | Pedro Quiñónez   |     |
| 10         | Centrocampista | Fernando Gaibor  |     |
| 8          | Centrocampista | Marcos Mondaini  | 86' |
| 13         | Centrocampista | Ángel Mena       |     |
| 9          | Delantero      | Emanuel Herrera  | 82' |
| 23         | Delantero      | Miler Bolaños    | 89' |
| Entrenador | Entrenador     | Omar De Felippe  |     |

| 22         | Guardameta     | Alexander Domínguez |     |
| 12         | Defensa        | José Madrid         |     |
| 2          | Defensa        | Norberto Araujo     |     |
| 27         | Defensa        | Luis Romero         |     |
| 54         | Defensa        | Pervis Estupiñán    |     |
| 8          | Centrocampista | Fernando Hidalgo    |     |
| 16         | Centrocampista | José Cevallos       |     |
| 10         | Centrocampista | Hólger Matamoros    | 69' |
| 18         | Centrocampista | Miller Castillo     | 79' |
| 19         | Centrocampista | Diego Morales       |     |
| 44         | Delantero      | Jonathan Álvez      | 87' |
| Entrenador | Entrenador     | Luis Zubeldía       |     |

| 7  | Delantero      | Luis Escalada   | 82' |
| 17 | Centrocampista | Javier Charcopa | 86' |
| 14 | Centrocampista | Henry León      | 89' |

| 7  | Centrocampista | Juan Cavallaro   | 69' |
| 21 | Centrocampista | Michael Quiñónez | 79' |
| 17 | Delantero      | Narciso Mina     | 87' |

| Anotado | 7'  | Fernando Gaibor | 1 - 0 |
| Anotado | 49' | Ángel Mena      | 2 - 0 |
| Anotado | 66' | Ángel Mena      | 3 - 0 |

| Anotado | 83' | José Cevallos | 3 - 1 |

| Amonestado | 68'   | John Narváez    |
| Amonestado | 90+4' | Fernando Gaibor |

| Amonestado | 52' | Luis Romero   |
| Amonestado | 74' | José Cevallos |
| Amonestado | 86' | José Madrid   |

| Árbitro             | Vinicio Espinel        |
| Árbitros asistentes | Byron Romero           |
| Árbitros asistentes | Luis Vera              |
| Cuarto Árbitro      | Juan Carlos Albarracín |

| 12         | Guardameta     | Esteban Dreer    |     |
| 16         | Defensa        | Óscar Bagüí      |     |
| 45         | Defensa        | Gabriel Achilier |     |
| 4          | Defensa        | Fernando Pinillo |     |
| 3          | Defensa        | John Narváez     |     |
| 15         | Centrocampista | Pedro Quiñónez   |     |
| 10         | Centrocampista | Fernando Gaibor  |     |
| 8          | Centrocampista | Marcos Mondaini  | 86' |
| 13         | Centrocampista | Ángel Mena       |     |
| 9          | Delantero      | Emanuel Herrera  | 82' |
| 23         | Delantero      | Miler Bolaños    | 89' |
| Entrenador | Entrenador     | Omar De Felippe  |     |

| 22         | Guardameta     | Alexander Domínguez |     |
| 12         | Defensa        | José Madrid         |     |
| 2          | Defensa        | Norberto Araujo     |     |
| 27         | Defensa        | Luis Romero         |     |
| 54         | Defensa        | Pervis Estupiñán    |     |
| 8          | Centrocampista | Fernando Hidalgo    |     |
| 16         | Centrocampista | José Cevallos       |     |
| 10         | Centrocampista | Hólger Matamoros    | 69' |
| 18         | Centrocampista | Miller Castillo     | 79' |
| 19         | Centrocampista | Diego Morales       |     |
| 44         | Delantero      | Jonathan Álvez      | 87' |
| Entrenador | Entrenador     | Luis Zubeldía       |     |

| 7  | Delantero      | Luis Escalada   | 82' |
| 17 | Centrocampista | Javier Charcopa | 86' |
| 14 | Centrocampista | Henry León      | 89' |

| 7  | Centrocampista | Juan Cavallaro   | 69' |
| 21 | Centrocampista | Michael Quiñónez | 79' |
| 17 | Delantero      | Narciso Mina     | 87' |

| Anotado | 7'  | Fernando Gaibor | 1 - 0 |
| Anotado | 49' | Ángel Mena      | 2 - 0 |
| Anotado | 66' | Ángel Mena      | 3 - 0 |

| Anotado | 83' | José Cevallos | 3 - 1 |

| Amonestado | 68'   | John Narváez    |
| Amonestado | 90+4' | Fernando Gaibor |

| Amonestado | 52' | Luis Romero   |
| Amonestado | 74' | José Cevallos |
| Amonestado | 86' | José Madrid   |

| Árbitro             | Vinicio Espinel        |
| Árbitros asistentes | Byron Romero           |
| Árbitros asistentes | Luis Vera              |
| Cuarto Árbitro      | Juan Carlos Albarracín |

### Vuelta
| 23         | Guardameta     | Alexander Domínguez |     |
| 12         | Defensa        | José Madrid         |     |
| 2          | Defensa        | Norberto Araujo     |     |
| 27         | Defensa        | Luis Romero         |     |
| 54         | Defensa        | Pervis Estupiñán    | 60' |
| 8          | Centrocampista | Fernando Hidalgo    |     |
| 16         | Centrocampista | José Cevallos       |     |
| 14         | Centrocampista | José Quinteros      |     |
| 10         | Centrocampista | Hólger Matamoros    | 70' |
| 19         | Centrocampista | Diego Morales       | 79' |
| 44         | Delantero      | Jonathan Álvez      |     |
| Entrenador | Entrenador     | Luis Zubeldía       |     |

| 12         | Guardameta     | Esteban Dreer    |     |
| 16         | Defensa        | Óscar Bagüí      |     |
| 45         | Defensa        | Gabriel Achilier |     |
| 2          | Defensa        | Jorge Guagua     |     |
| 3          | Defensa        | John Narváez     |     |
| 24         | Centrocampista | Fernando Giménez |     |
| 15         | Centrocampista | Pedro Quiñónez   |     |
| 10         | Centrocampista | Fernando Gaibor  |     |
| 8          | Centrocampista | Marcos Mondaini  | 58' |
| 13         | Delantero      | Ángel Mena       | 88' |
| 23         | Delantero      | Miler Bolaños    | 90' |
| Entrenador | Entrenador     | Omar De Felippe  |     |

| 7  | Centrocampista | Juan Cavallaro   | 60' |
| 17 | Delantero      | Narciso Mina     | 70' |
| 21 | Centrocampista | Michael Quiñónez | 79' |

| 40 | Centrocampista | Robert Burbano  | 58' |
| 14 | Centrocampista | Henry León      | 88' |
| 9  | Delantero      | Emanuel Herrera | 90' |

| Amonestado | 31' | Gabriel Achilier |
| Amonestado | 71' | Esteban Dreer    |
| Amonestado | 82' | John Narváez     |

| Árbitro             | Daniel Salazar    |
| Árbitros asistentes | Christian Lescano |
| Árbitros asistentes | Carlos Herrera    |
| Cuarto Árbitro      | José Luis Espinel |

| 23         | Guardameta     | Alexander Domínguez |     |
| 12         | Defensa        | José Madrid         |     |
| 2          | Defensa        | Norberto Araujo     |     |
| 27         | Defensa        | Luis Romero         |     |
| 54         | Defensa        | Pervis Estupiñán    | 60' |
| 8          | Centrocampista | Fernando Hidalgo    |     |
| 16         | Centrocampista | José Cevallos       |     |
| 14         | Centrocampista | José Quinteros      |     |
| 10         | Centrocampista | Hólger Matamoros    | 70' |
| 19         | Centrocampista | Diego Morales       | 79' |
| 44         | Delantero      | Jonathan Álvez      |     |
| Entrenador | Entrenador     | Luis Zubeldía       |     |

| 12         | Guardameta     | Esteban Dreer    |     |
| 16         | Defensa        | Óscar Bagüí      |     |
| 45         | Defensa        | Gabriel Achilier |     |
| 2          | Defensa        | Jorge Guagua     |     |
| 3          | Defensa        | John Narváez     |     |
| 24         | Centrocampista | Fernando Giménez |     |
| 15         | Centrocampista | Pedro Quiñónez   |     |
| 10         | Centrocampista | Fernando Gaibor  |     |
| 8          | Centrocampista | Marcos Mondaini  | 58' |
| 13         | Delantero      | Ángel Mena       | 88' |
| 23         | Delantero      | Miler Bolaños    | 90' |
| Entrenador | Entrenador     | Omar De Felippe  |     |

| 7  | Centrocampista | Juan Cavallaro   | 60' |
| 17 | Delantero      | Narciso Mina     | 70' |
| 21 | Centrocampista | Michael Quiñónez | 79' |

| 40 | Centrocampista | Robert Burbano  | 58' |
| 14 | Centrocampista | Henry León      | 88' |
| 9  | Delantero      | Emanuel Herrera | 90' |

| Amonestado | 31' | Gabriel Achilier |
| Amonestado | 71' | Esteban Dreer    |
| Amonestado | 82' | John Narváez     |

| Árbitro             | Daniel Salazar    |
| Árbitros asistentes | Christian Lescano |
| Árbitros asistentes | Carlos Herrera    |
| Cuarto Árbitro      | José Luis Espinel |

|                                |
|                                |
| Campeón                        |
| Club Sport Emelec 13.er título |